# Толмачёв, Григорий Иванович
Григо́рий Ива́нович Толмачёв (30 января 1909, Колмаковка, Борисоглебский уезд, Тамбовская губерния — 30 января 1990, Фрунзе, Среднеахтубинский район, Волгоградская область) — сержант Рабоче-крестьянской Красной Армии, участник Великой Отечественной войны, Герой Советского Союза (1945).

## Биография
Григорий Толмачёв родился 30 января 1909 года в деревне Колмаковка Тамбовской губернии. Русский. После окончания начальной школы работал в сельском хозяйстве. 
В 1941 году Толмачёв был призван на службу в Рабоче-крестьянскую Красную Армию. С августа того же года — на фронтах Великой Отечественной войны. В боях два раза был ранен.
К ноябрю 1944 года сержант Григорий Толмачёв командовал сапёрным взводом 453-го стрелкового полка 78-й стрелковой дивизии 33-го стрелкового корпуса 27-й армии 2-го Украинского фронта. Отличился во время Будапештской операции. В ноябре 1944 года взвод Толмачёва три дня переправлял пехоту, артиллерию и транспорт через реку Тису, способствовав успешному выполнению боевой задачи.
Указом Президиума Верховного Совета СССР от 24 марта 1945 года за «образцовое выполнение боевых заданий командования на фронте борьбы с немецкими захватчиками и проявленные при этом отвагу и геройство» сержант Григорий Толмачёв был удостоен высокого звания Героя Советского Союза с вручением ордена Ленина и медали «Золотая Звезда» за номером 8298.
После окончания войны Толмачёв был демобилизован. Проживал и работал в посёлке Фрунзе Среднеахтубинского района Волгоградской области. Скончался в 1990 году.
Был также награждён орденом Отечественной войны 1-й степени, двумя орденами Отечественной войны 2-й степени и рядом медалей.